# Українська спілка в Анкарі
Українська спілка в Анкарі (тур. Ukrayna Derneği) – громадська організація, заснована українцями, які мешкають в м. Анкара (Туреччина). Входить до Координаційної ради українських громад Туреччини, започаткованої Посольством України в Турецькій Республіці в 2017 році.

## Загальна інформація
Організація була заснована в столиці Туреччини, в м.Анкара, 6 березня 2017 року.. 

#### Завдання спілки:
- збереження та популяризація української мови та традицій серед української громади в Туреччині;
- допомога в адаптації до турецького суспільства;
- сприяння взаєморозумінню та толерантності між населенням Туреччини та українцями.

#### Напрямки діяльності
Українська спілка Анкари – це безпечний простір єднання, розвитку та підтримки українціву у Туреччині. Де українська діаспора має змогу зберігати свої традиції, мову, історію, культуру та розповідати про них світу. Це відбувається завдяки організації різноманітних заходів, що охоплюють культурну, освітню та громадську діяльність.

##### Українська суботня школа для дітей
При спілці працює суботня школа. Діють дві вікові групи 6-7, 8-10 років. Навчання ведеться за предметами: українська мова та література; культура, традиції, історія України; музика та співи; образотворче мистецтво; народні танці; англійська мова. Щосуботи з 10:00 до 17:30 школа чекає на своїх вихованців.
Українська недільна школа для дітей
При спілці також працює недільна школа. Вона має три вікові групи: 3, 4 і 5 років. Її мета - збереження свого коріння та виховання любові до Батьківщини у маленьких українців, що живуть у Туреччині. Це відбувається через вивчення української мови, культури та традицій. Використовуючи інтерактивні, ігрові методики навчання та творчі майстер-класи. 

##### Українська бібліотека
На базі організації діє перша в Анкарі українська бібліотека. Де можна ознайомитись, як з рідною літературою, так і з зарубіжними збірками.

##### Гуртки для дорослих:
- турецька мова[3],

- образотворче мистецтво,

- українська мова «з нуля»[4],

- англійська мова,
- українські народні танці,
- айкідо,
- йога.

##### Культурні колективи
Гурток «Квіти України»
«Квіти України» – це яскравий танцювальний колектив при Українській спілці в Анкарі, який популяризує українську культуру через мистецтво. Гурток об'єднує чотири вікові групи: найменші (4-6 років), молодшу (7-10 років), підліткову (11-18 років) та дорослих (30+).
Учасники гуртка регулярно виступають на фестивалях по всій Туреччині, зачаровуючи глядачів автентичними українськими танцями, народними костюмами та живою енергетикою. Виступи «Квітів України» – це не просто хореографія, а емоційний міст між культурами, що несе тепло української душі.

##### Інформаційні ресурси
Українська спілка володіє інформаційним ресурсом "Укр-Айна " («Українське дзеркало»). Це двомовний інформаційно-аналітичний ресурс, який висвітлює важливі події в сфері економіки, політики, спорту та суспільства в Україні турецькою мовою, створюючи позитивний імідж України в турецькому інформаційному дискурсі; розміщує інформацію про головні заходи Посольства України в Туреччині, а також про діяльність українських громад в Туреччині. .
Культурні заходи та фестивалі
За час свого існування Українська Спілка в Анкарі проводила:
• Дні українського кіно – регулярні кінопокази, що знайомлять турецьку аудиторію з сучасним українським кінематографом.
• Фестивалі та концерти – виступи танцювального гуртка «Квіти України», музичні вечори та святкові концерти до визначних дат.
• Дні Вишиванки – урочисті заходи, що включають концертну програму та модний показ вишиванок.
•⁠  ⁠Шевченківські читання – літературно-музичні вечори, присвячені творчості Тараса Шевченка, що об’єднують громаду навколо його безсмертних слів.
Освітні ініціативи
Серед основних освітніх ініціатив Українська спілка в Анкарі організовувала:
• Лекції та панельні дискусії – зустрічі з науковцями, письменниками та істориками, зокрема панельні обговорення з турецькими дослідниками про Україну.
• Майстер-класи – навчання писанкарству, традиційному рукоділлю та іншим елементам української культурної спадщини.
Громадська діяльність та підтримка України
За час свого існування Українська Спілка в Анкарі провела велику кількість заходів, що були спрямовані на підтримку України:
• Благодійні ярмарки – під час яких відбувався збір коштів на гуманітарні потреби через продаж традиційних українських виробів.
• Дні відкритих дверей в Посольстві України – заходи для української громади та турецьких друзів, що включають ярмарок, виступи артистів і культурну програму.
• Збір та відправка гуманітарної допомоги – організація регулярно надсилає в Україну посилки з одягом, взуттям, продуктами харчування, ліками, засобами гігієни та необхідними речами для постраждалих від війни.
• Співпраця з волонтерами – спілка координує свою діяльність із волонтерськими організаціями в Україні та Туреччині, щоб допомога була ефективною та доходила до тих, хто її найбільше потребує.
• Підтримка українських біженців у Туреччині – допомагають новоприбулим українцям адаптуватися в Анкарі, надаючи інформацію, організовуючи зустрічі та збори необхідних речей.
Традиційні свята та родинні заходи
Українська спілка в Анкарі проводить наступні традиційні свята та родинні заходи:
• Свято Святого Миколая – під час якого відбувається театральне дійство для дітей із казковими персонажами, музикою та подарунками.
• Великоднє святкування – проводять ярмарок, майстер-класи з писанкарства та освячення пасок.
• Різдвяні заходи – ставлять вертеп, співають колядки та влаштовують родинні зустрічі, що відтворюють дух українського Різдва навіть далеко від дому.
Українська спілка Анкари не лише об’єднує співвітчизників, а й відкриває українську культуру світові. Ії заходи – це міст між Україною та Туреччиною, наповнений теплом, традиціями та дружбою.

## Керівництво спілки
У 2017 році на загальних зборах спілки головою організації було обрано Юлію Білецьку, заступником голови - Галину Кизилкалє, секретарем - Марину Шенель, бухгалтером - Наталію Гьор.
З 2024 року на загальних зборах спілки головою організації було обрано Ірину Амбаркютюкоглу, заступником голови - Катерину Демірер, секретарем - Оксану Татарин, бухгалтером - Наталію Овчиннікову.